# Font d'en Cosmet i Font de la Barretina
La Font d'en Cosmet i Font de la Barretina és una obra de Cabrils (Maresme).

## Descripció
Datades aproximadament a la segona meitat del segle xix, les fonts de Cabrils són nombroses i escampades per tota la població. No tenen un estil concret, per la qual s'inclouen dins l'estil popular.

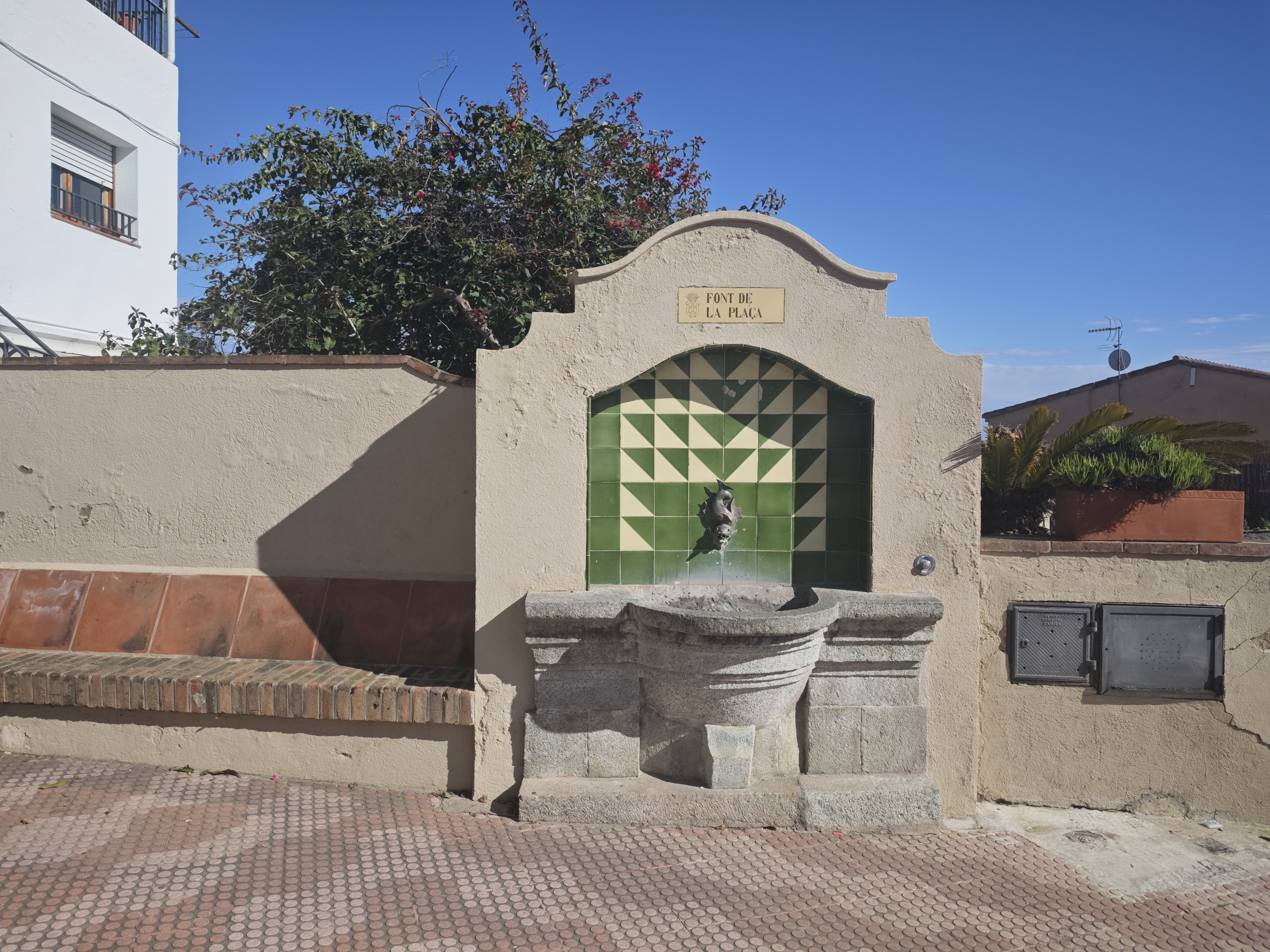
Font de la Plaça

La major part de les fonts estan compostes d'una pica de gres i un frontó de rajoles de colors o blanques; sempre amb una inscripció del nom o de la situació.

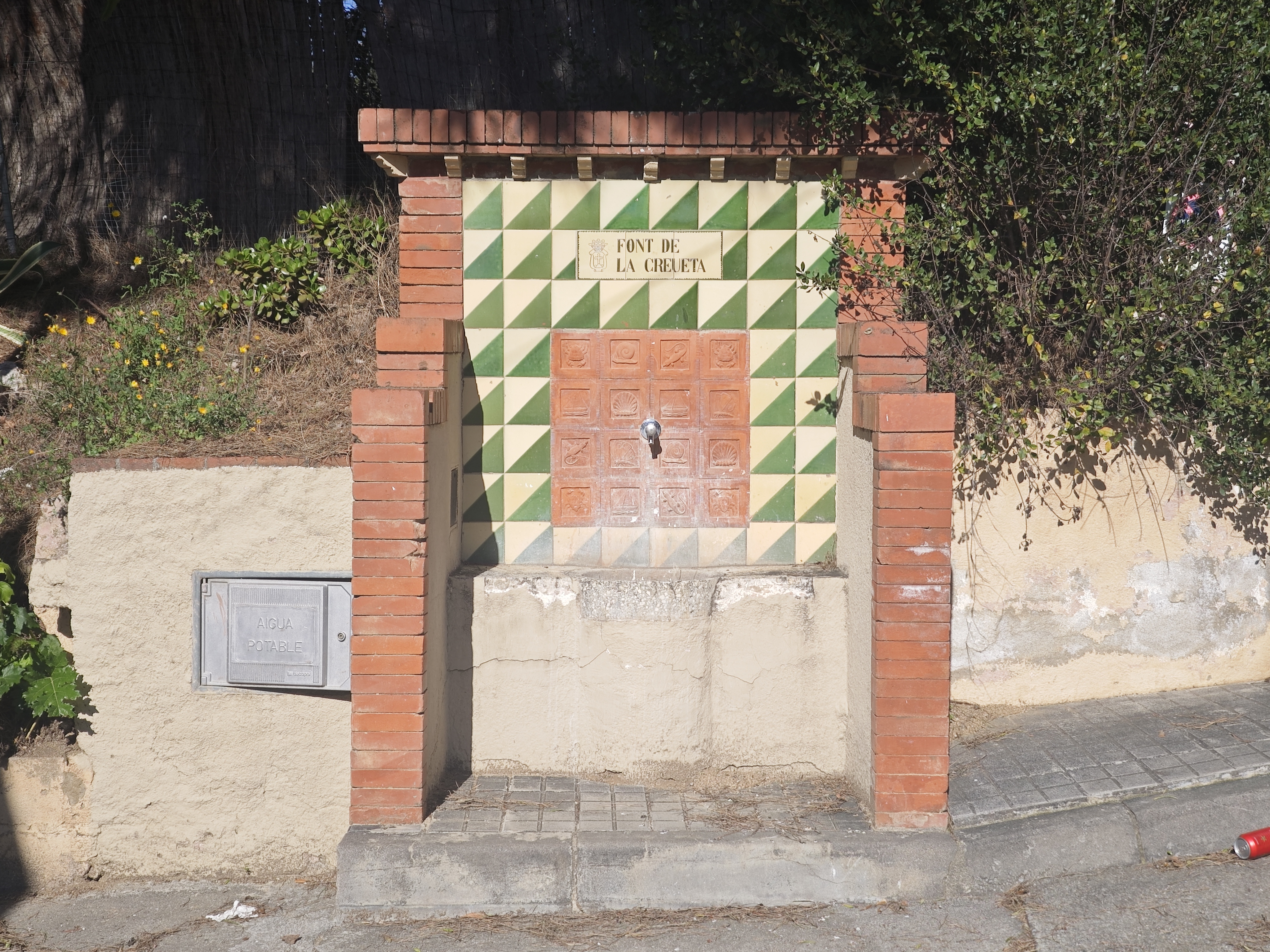
Font de la Creueta

Les dues fonts inventariades, la font d'en Cosmet i la de la Barretina, es troben localitzades a llocs cèntrics adossades a la paret d'alguna casa o en un mur d'algun jardí; ambdues funcionen correctament.